# Liste des communes françaises ayant changé de nom au cours de la Révolution
La liste des communes françaises ayant changé de nom au cours de la Révolution concerne environ 1 200 villes ou villages renommés d'un nom révolutionnaire pendant la Révolution. Par un décret du 25 vendémiaire an II (16 octobre 1793), la Convention nationale (septembre 1792-octobre 1795) demande aux « communes qui ont changé de nom depuis l'époque de 1789 de faire passer au comité de division la nouvelle dénomination ».
Ce changement de nom est voulu par les autorités révolutionnaires : on change les noms des communes commençant par « Saint » ou « Sainte », en raison de la déchristianisation (le pourcentage de changements des hagiotoponymes, tous départements confondus, est de 2 %, oscillant suivant les régions entre 0 % et 7,5 %), et ceux qui évoquent la féodalité et les symboles de l'Ancien Régime, le décret de 1793 « invitant » les communes qui souhaitent changer les noms qui peuvent « rappeler les souvenirs de la royauté, de la féodalité ou de la superstition, de s'en occuper incessamment ». Ainsi les vocables Saint/Sainte, Roy/Roi/Reine, Château/Castel, Évêque, Lys, Abbaye/Église/Chapelle, Moine, Abbé/Abbesse, Notre-Dame, Comte/Sire/Duc, Dauphin sont-ils évincés de l'index des communes de France.
Certains noms sont changés par mesure de rétorsion, comme la ville de Lyon, qui devint Commune-Affranchie, ou Marseille, qui s'appelle, très peu de temps, Ville-sans-Nom. Très peu de ces changements survivent à la Révolution. Seules 274 communes conservent leur nom révolutionnaire sous le Consulat et l'Empire, et 86 d'entre elles le conservent ou le reprennent après 1814. En effet, le 8 juillet 1814, Louis XVIII annule le changement de noms des 3 000 communes rebaptisées par les sans-culottes.
Ces quelques 86 communes qui ont choisi de conserver le nom révolutionnaire à notre époque sont ainsi également sujets à la liste des communes françaises ayant abandonné leur nom pré-révolutionnaire.

## Communes
Les noms des communes qui ont conservé leur nom révolutionnaire sont surlignés en bleu ciel.

### France métropolitaine(liste non exhaustive)
Sommaire des départements
01. Ain –
02. Aisne –
03. Allier –
04. Alpes-de-Haute-Provence –
05. Hautes-Alpes –
06. Alpes-Maritimes –
07. Ardèche –
08. Ardennes –
09. Ariège –
10. Aube –
11. Aude –
12. Aveyron –
13. Bouches-du-Rhône –
14. Calvados –
15. Cantal –
16. Charente –
17. Charente-Maritime –
18. Cher –
19. Corrèze –
21. Côte-d'Or –
22. Côtes-d'Armor –
23. Creuse –
24. Dordogne –
25. Doubs –
26. Drôme –
27. Eure –
28. Eure-et-Loir –
29. Finistère –
30. Gard –
31. Haute-Garonne –
33. Gironde –
34. Hérault –
35. Ille-et-Vilaine –
36. Indre –
37. Indre-et-Loire –
38. Isère –
39. Jura –
40. Landes –
41. Loir-et-Cher –
42. Loire –
43. Haute-Loire –
44. Loire-Atlantique –
45. Loiret –
46. Lot –
47. Lot-et-Garonne –
48. Lozère –
49. Maine-et-Loire –
50. Manche –
51. Marne –
52. Haute-Marne –
53. Mayenne –
54. Meurthe-et-Moselle –
55. Meuse –
56. Morbihan –
57. Moselle –
58. Nièvre –
59. Nord –
60. Oise –
61. Orne –
62. Pas-de-Calais –
63. Puy-de-Dôme –
64. Pyrénées-Atlantiques –
66. Pyrénées-Orientales –
67.Bas-Rhin –
68.Haut-Rhin –
69. Rhône –
70. Haute-Saône –
71. Saône-et-Loire –
72. Sarthe –
73. Savoie –
74. Haute-Savoie –
75. Paris –
76. Seine-Maritime –
77. Seine-et-Marne –
78. Yvelines –
79. Deux-Sèvres –
80. Somme –
81. Tarn –
82. Tarn-et-Garonne –
83. Var –
84. Vaucluse –
85. Vendée –
87. Haute-Vienne –
88. Vosges –
89. Yonne –
91. Essonne –
92. Hauts-de-Seine –
93. Seine-Saint-Denis –
94. Val-de-Marne –
95. Val-d'Oise

#### 06. Alpes-Maritimes
| Commune                                          | Nom révolutionnaire | Notice Ehess-Cassini |
| ------------------------------------------------ | ------------------- | -------------------- |
| Contes                                           | Pointe-Libre        | no 10197             |
| Saint-Paul (devenue Saint-Paul-de-Vence en 2011) | Paul-du-Var         | no 33975             |

#### 09. Ariège
| Commune                              | Nom révolutionnaire | Notice Ehess-Cassini |
| ------------------------------------ | ------------------- | -------------------- |
| Carla-le-Comte (devenue Carla-Bayle) | Carla-le-Peuple     | no 6943              |
| Château-Verdun                       | Liberté-Verdun      | no 8717              |
| Saint-Girons                         | Lunoque             | no 32191             |
| Saint-Lizier                         | Austrie-la-Montagne | no 32988             |
| Saint-Michel                         | Barra               | no 33670             |
| Saint-Ybars                          | Mont-Sauveterre     | no 35029             |
| Saint-Ybars                          | Mont-Ybars          | no 35029             |

#### 11. Aude
| Commune                                        | Nom révolutionnaire    | Notice Ehess-Cassini |
| ---------------------------------------------- | ---------------------- | -------------------- |
| La Bastide-d'Anjou (devenue Labastide-d'Anjou) | La Bastide-de-Fresquel | no 2869              |
| Fleury                                         | Pérignan               | no 26475             |
| Le Mas-Saintes-Puelles                         | Le Mas-l'Union         | no 21533             |
| Rieux-Mérinville                               | Rieux-Minervois        | no 29149             |
| Saint-Paulet                                   | La Réunion             | no 34010             |
| Sainte-Valière                                 | Mont-Floréal           | no 34889             |
| Villeneuve-les-Chanoines                       | Villeneuve-Minervois   | no 40369             |
| Voisins                                        | Pezens                 | no 26718             |

#### 15. Cantal
| Commune                                         | Nom révolutionnaire  | Notice Ehess-Cassini |
| ----------------------------------------------- | -------------------- | -------------------- |
| Saint-Bonnet (devenue Saint-Bonnet-de-Condat)   | Montagne             | no 30738             |
| Saint-Chamant                                   | Basse-Bertrande      | no 30848             |
| Saint-Clément                                   | Clément-Belle-Visite | no 30985             |
| Saint-Étienne-de-Chomeil                        | Rochers-Républicains | no 31624             |
| Saint-Flour                                     | Fort-Cantal          | no 31781             |
| Saint-Flour                                     | Fort-Libre           | no 31781             |
| Saint-Flour                                     | Mont-Flour           | no 31781             |
| Saint-Martin-Cantalès                           | Gilbert-Cantalès     | no 33272             |
| Saint-Projet (devenue Saint-Projet-de-Salers)   | Bertrande            | no 34331             |
| Saint-Vincent (devenue Saint-Vincent-de-Salers) | Mars                 | no 34973             |
| Sainte-Eulalie                                  | Basse-Maronne        | no 31355             |
| Vic                                             | Vic-sur-Cère         | no 39768             |

#### 25. Doubs
| Commune                                                      | Nom révolutionnaire       | Notice Ehess-Cassini |
| ------------------------------------------------------------ | ------------------------- | -------------------- |
| Baume-les-Dames                                              | Baume-sur-le-Doubs        | no 3207              |
| Châtillon-le-Duc                                             | Commune-du-Bellevue       |                      |
| Les Granges-du-Cerf (sur la commune de Mamirolle)            | Les Granges-du-Gratteries |                      |
| Les Granges-Sainte-Marie (réunie à Labergement-Sainte-Marie) | Mont-des-Lacs             | no 23292             |
| Montbéliard                                                  | Mont-Réuni                | no 23194             |
| Saint-Hilaire                                                | Mont-Libre                | no 32249             |
| Saint-Hippolyte-sur-le-Doubs (Saint-Hippolyte)               | Doubs-Marat               | no 32342             |
| Saint-Witt (Saint-Vit)                                       | Égalité-sur-Doubs         | no 35005             |
| La Tour-de-Sçay                                              | Sçay-la-Montagne          | no 37842             |
| Valleroy                                                     | Val-le-Libre              | no 38725             |
| Villars-Saint-Georges                                        | Bonfruit                  | no 40032             |

#### 26. Drôme
| Commune                                     | Nom révolutionnaire    | Notice Ehess-Cassini |
| ------------------------------------------- | ---------------------- | -------------------- |
| La Baume-de-Transit                         | La Baume-Marat         |                      |
| Bourg-du-Péage (Bourg-de-Péage)             | Unité-sur-Isére        |                      |
| Châteaudouble                               | Pont-Marette           |                      |
| Châteauneuf-de-Galaure                      | Mivalon-de-Galaure     |                      |
| Châteauneuf-de-Mazenc (La Bégude-de-Mazenc) | Neuf-Mazenc            |                      |
| Châteauneuf-d'Isère (Châteauneuf-sur-Isère) | Mivallon-d'Isère       |                      |
| Châteauneuf-du-Rhône                        | Bourg-le-Rhône         |                      |
| Dieulefit                                   | Mont-Jabron            |                      |
| Puy-Saint-Martin                            | Puy-Montagne           |                      |
| Saint-Donat (Saint-Donat-sur-l'Herbasse)    | Jovincieux             |                      |
| Saint-Gervais (Saint-Gervais-sur-Roubion)   | Mont-Roubbion          |                      |
| Saint-Jean-en-Royans                        | Lyonne                 |                      |
| Saint-Julien-en-Vercors                     | Julien-la-Montagne     |                      |
| Saint-Julien-en-Quint                       | Ambel-en-Quint         |                      |
| Saint-Laurent-en-Royans                     | Montagne-de-Larps      |                      |
| Saint-Maurice (Saint-Maurice-sur-Eygues)    | Maurice-Belle-Fontaine |                      |
| Saint-Nazaire-en-Royans                     | Nazaire                |                      |
| Saint-Paul-lès-Romans                       | Paul-la-Joyeuse        |                      |
| Saint-Paul-Trois-Châteaux                   | Paul-les-Fontaines     |                      |
| Saint-Restitut                              | Restitut la-Montagne   |                      |
| Saint-Vallier-sur-Rhône (Saint-Vallier)     | Val-Libre              |                      |
| Saint-Uze                                   | Mont-Bertheud          |                      |

#### 29. Finistère
| Commune                 | Nom révolutionnaire | Notice Ehess-Cassini |
| ----------------------- | ------------------- | -------------------- |
| Châteaulin              | Cité-sur-Aône       | no 8664              |
| Châteaulin              | Montagne-sur-Aône   | no 8664              |
| Châteaulin              | Ville-sur-Aône      | no 8664              |
| Châteauneuf-du-Faou     | Mont-sur-Aulne      | no 8695              |
| Plouégat-Guérand        | Plouégat-Gallon     | no 27201             |
| Pont-Croix              | Pont-Libre          | no 27516             |
| Pont-l'Abbé             | Pont-Marat          | no 27572             |
| Quimper                 | Montagne-sur-Odet   | no 28471             |
| Saint-Martin-des-Champs | Unité-des-Champs    | no 33361             |
| Saint-Pol-de-Léon       | Mont-Frimaire       | no 34256             |
| Saint-Pol-de-Léon       | Port-Pol            | no 34256             |

#### 42. Loire
| Commune             | Nom révolutionnaire | Notice Ehess-Cassini |
| ------------------- | ------------------- | -------------------- |
| Saint-Chamond       | Val-Rousseau        |                      |
| Saint-Étienne       | Armes-Ville         |                      |
| Saint-Étienne       | Canton-d'Armes      |                      |
| Saint-Étienne       | Commune-d'Armes     |                      |
| Saint-Étienne       | Libre-Ville         |                      |
| Saint-Paul-en-Jarez | Val-Dorlay          |                      |

#### 52. Haute-Marne
| Commune                                                    | Nom révolutionnaire   | Notice Ehess-Cassini |
| ---------------------------------------------------------- | --------------------- | -------------------- |
| Châteauvillain                                             | Commune-sur-Aujon     | no 40574             |
| Châteauvillain                                             | Ville-sur-Aujon       | no 40574             |
| Cirey-le-Château                                           | Cirey-sur-Blaise      | no 9516              |
| Coiffy-la-Ville                                            | Coiffy-le-Bas         | no 9822              |
| Colombey-les-Deux-Églises                                  | Colombey-la-Montagne  | no 9921              |
| Montigny-le-Roi (devenue Val-de-Meuse)                     | Montigny-Source-Meuse | no 23575             |
| Nogent-le-Roi (devenue Nogent)                             | Nogent-Haute-Marne    | no 25102             |
| Sainte-Livière (réunie à Éclaron-Braucourt-Sainte-Livière) | Belle-Prairie         | no 31443             |
| Sainte-Livière (réunie à Éclaron-Braucourt-Sainte-Livière) | Montlivière           | no 31443             |
| Sommevoire                                                 | Baubiac               | no 36528             |
| Troisfontaines-la-Ville                                    | Troisfontaines        | no 38272             |
| Voillecomte                                                | Voille-sur-Héronne    | no 41085             |

#### 55. Meuse
| Commune                                 | Nom révolutionnaire | Notice Ehess-Cassini |
| --------------------------------------- | ------------------- | -------------------- |
| Bar-le-Duc                              | Bar-sur-Ornain      | no 2763              |
| Bar-le-Duc                              | Bar-sur-Meurthe     | no 2763              |
| Clermont-en-Argonne                     | Clermont-sur-Meuse  | no 9699              |
| Juvigny-les-Dames                       | Juvigny-sur-Loison  | no 18078             |
| Ligny-en-Barrois                        | Ligny               | no 19563             |
| Saint-Mihiel                            | Roche-sur-Meuse     | no 33739             |
| Villeroy (devenue Villeroy-sur-Méholle) | Ville-Loi           | no 40238             |

#### 56. Morbihan
| Commune                                      | Nom révolutionnaire | Notice Ehess-Cassini |
| -------------------------------------------- | ------------------- | -------------------- |
| Île-aux-Moines                               | Isle-du-Morbihan    | no 17480             |
| Palais (Le)                                  | La Montagne         | no 19069             |
| Port-Louis                                   | Port-de-l'Égalité   | no 27681             |
| Port-Louis                                   | Port-Liberté        | no 27681             |
| Roche-Bernard (La)                           | La Roche-Sauveur    | no 29324             |
| Rochefort-en-Terre                           | Rochefort-des-Trois | no 29346             |
| Rochefort-en-Terre                           | Roche-des-Trois     | no 29346             |
| Saint-Gildas (devenue Saint-Gildas-de-Rhuys) | Abélard             | no 32165             |

#### 57. Moselle
| Commune         | Nom révolutionnaire | Notice Ehess-Cassini |
| --------------- | ------------------- | -------------------- |
| Château-Bréhain | Bréhain-Bas         | no 8632              |
| Château-Rouge   | Rothdorf            | no 8708              |
| Château-Salins  | Salins-Libre        | no 8711              |
| Château-Voué    | La Montagne         | no 8724              |
| Mont-Royal      | Sarreinsberg        | no 35387             |
| Saint-Avold     | Rosselgène          | no 30616             |
| Saint-Avold     | Trimouts            | no 30616             |
| Saint-Louis     | Commune-de-Montagne | no 17139             |
| Saint-Louis     | Keyersberg          | no 17139             |
| Saint-Louis     | Münsthal            | no 17139             |
| Sainte-Ruffine  | Anthoine-le-Mont    | no 31579             |

#### 66. Pyrénées-Orientales
| Commune                              | Nom révolutionnaire  | Notice Ehess-Cassini |
| ------------------------------------ | -------------------- | -------------------- |
| Fort Saint-Elme (réunie à Collioure) | Fort-du-Rocher       | no 62415             |
| Mont-Louis                           | Mont-Libre           | no 23647             |
| Mont-Louis                           | Mont-de-la-Liberté   | no 23647             |
| Port-Vendres                         | Port-de-la-Victoire  | no 27690             |
| Saint-Laurent-de-la-Salanque         | Sentinelle-de-l'Agly | no 32849             |
| Sainte-Marie                         | Redoute-de-l'Agly    | no 31489             |
| Sainte-Marie                         | Redoute-Maritime     | no 31489             |

#### 67. Bas-Rhin
| Commune                                     | Nom révolutionnaire | Notice Ehess-Cassini |
| ------------------------------------------- | ------------------- | -------------------- |
| Bouquenom (Bockenheim réunie à Sarre-Union) | Saar-Union          | no 61927             |
| Fort-Louis                                  | Fort-Vauban         | no 14405             |
| Saint-Blaise-la-Roche                       | La Roche-Blaise     | no 30720             |
| Saint-Pierre                                | Oberstossen         | no 34075             |

#### 68. Haut-Rhin
| Commune                | Nom révolutionnaire | Notice Ehess-Cassini |
| ---------------------- | ------------------- | -------------------- |
| Kaysersberg            | Mont-Libre          | no 18102             |
| Montreux-Vieux         | Montreux-Libre      | no 23827             |
| Saint-Louis            | Bourg-Libre         | no 5306              |
| Sainte-Marie-aux-Mines | Val-aux-Mines       | no 31503             |

#### 73. Savoie
| Commune                 | Nom révolutionnaire | Notice Ehess-Cassini |
| ----------------------- | ------------------- | -------------------- |
| Bourg-Saint-Maurice     | Nargue-Sarde        |                      |
| Saint-Jean-de-Maurienne | Arc                 |                      |
| Saint-Paul-sur-Yenne    | Des-Bovines         |                      |
| Saint-Paul-sur-Isère    | Du-Passage          |                      |
| Saint-Sorlin-d'Arves    | Col-d'Aule          |                      |

#### 74. Haute-Savoie
| Commune            | Nom révolutionnaire | Notice Ehess-Cassini |
| ------------------ | ------------------- | -------------------- |
| Bonneville         | Mont-Molez          |                      |
| Saint-Blaise       | Montfroid           |                      |
| Saint-Eusèbe       | Cremont             |                      |
| Saint-Gingolph     | Morgelibre          |                      |
| Saint-Jean-d'Aulps | Montmarat           |                      |
| Saint-Jorioz       | Laudon              |                      |

#### 75. Paris
| Commune                                                                                                   | Nom révolutionnaire        | Notice Ehess-Cassini |
| --- | -------------------------- | -------------------- |
| Belleville (réunie à Paris)                                                                               | Mont-Chalier               | no 3564              |
| Chapelle (La) ou La Chapelle-Saint-Denis (réunie à Paris (18e), Saint-Denis, Aubervilliers et Saint-Ouen) | Chapelle-Franciade         | no 8165              |
| Faubourg Montmartre                                                                                       | Faubourg-Mont-Marat        | —                    |
| Faubourg Saint-Antoine                                                                                    | Faubourg-de-Gloire         | —                    |
| Faubourg Saint-Jacques                                                                                    | Faubourg-de-l'Observatoire | —                    |
| Faubourg Saint-Laurent                                                                                    | Faubourg-du-Nord           | —                    |
| Montmartre (réunie à Paris)                                                                               | Mont-Marat                 | no 23671             |
| Vaugirard (réunie à Paris)                                                                                | Jean-Jacques-Rousseau      | no 39042             |

#### 79. Deux-Sèvres
| Commune                                                                 | Nom révolutionnaire    | Notice Ehess-Cassini |
| ----------------------------------------------------------------------- | ---------------------- | -------------------- |
| Argenton-Château (après différentes fusions, fait partie d'Argentonnay) | Argenton-le-Peuple     |                      |
| Coulonges-les-Royaux (devenue Coulonges-sur-l'Autize)                   | Coulonges-sur-l'Autise |                      |
| La Mothe-Saint-Héraye (devenue La Mothe-Saint-Héray)                    | La Mothe-sur-Sèvre     |                      |
| Rohan-Rohan (devenue Frontenay-Rohan-Rohan)                             | Frontenay              |                      |
| Saint-Gelais                                                            | Gelais-sur-Sèvre       |                      |
| Saint-Hilaire-la-Palud                                                  | La Palud               |                      |
| Saint-Jouin-de-Marnes                                                   | Jouin-lès-Marnes       |                      |
| Saint-Loup (devenue Saint-Loup-Lamairé)                                 | Voltaire-sur-le-Thouet |                      |
| Saint-Maixent (devenue Saint-Maixent-l'École)                           | Vauclair-sur-Sèvre     |                      |
| Saint-Pardoux                                                           | La Viette              |                      |
| Saint-Sauveur-de-Givre-en-Mai (après fusion, fait partie de Bressuire)  | Givre-en-Mai           |                      |
| Saint-Symphorien                                                        | Phorien-sur-Sèvre      |                      |

#### 80. Somme
| Commune                                           | Nom révolutionnaire   | Notice Ehess-Cassini |
| ------------------------------------------------- | --------------------- | -------------------- |
| Ham                                               | Sparte                | no 16598             |
| Lignières-Châtelain                               | Lignières-en-Chaussée | no 19550             |
| Mézières-en-Santerre                              | Mézières              | no 22446             |
| Nampont-Saint-Martin (ou plus simplement Nampont) | Nampont-l'Égalité     | no 24520             |
| La Neuville-Sire-Bernard                          | La Neuville-le-Vert   | no 24918             |
| Roye                                              | Avre-Libre            | no 29937             |
| Saint-Acheul                                      | Abladène              | no 30220             |
| Saint-Quentin-la-Motte-Croix-au-Bailly            | Croix-au-Bailly       | no 34375             |
| Saint-Valery-sur-Somme                            | La Montagne-sur-Somme | no 34892             |
| Saint-Valery-sur-Somme                            | Port-Somme            | no 34892             |
| Vitz et Villeroy                                  | Vitz-sur-Authie       | no 41323             |

#### 81. Tarn
| Commune                                                              | Nom révolutionnaire       | Notice Ehess-Cassini |
| -------------------------------------------------------------------- | ------------------------- | -------------------- |
| Aguts                                                                | Aguts-Rousseau            |                      |
| Anglès                                                               | Belle-Montagne            |                      |
| La Bastide-Lévis (devenue Labastide-de-Lévis)                        | La Bastide-du-Tarn        |                      |
| Cordes (devenue Cordes-sur-Ciel)                                     | Cordes-la-Montagne        |                      |
| L'Isle-d'Albi (devenue Lisle-sur-Tarn)                               | Lisle-du-Tarn             |                      |
| Puycelci                                                             | Puicelcy-la-Montagne      |                      |
| Réalmont                                                             | Montdadou                 |                      |
| Saint-André                                                          | Montmarat                 |                      |
| Saint-Antonin-Lacalm (devenue Saint-Antonin-de-Lacalm)               | Haute-Montagne            |                      |
| Saint-Avit                                                           | Montavit                  |                      |
| Saint-Benoit-de-Carmaux                                              | La Montagne               |                      |
| Saint-Benoit-de-Frégefond (qui fait maintenant partie de Lamillarié) | Agros                     |                      |
| Saint-Cirgue                                                         | Mont-Aygou                |                      |
| Saint-Jean-de-Marcel                                                 | Marcel-Haut               |                      |
| Saint-Juéry                                                          | Bellevue                  |                      |
| Saint-Julien-Gaulène                                                 | Pradoux                   |                      |
| Saint-Lieux-Lafenasse                                                | Pied-Montagne             |                      |
| Saint-Michel-Labadié                                                 | Montagnarde               |                      |
| Saint-Paul-Cap-de-Joux                                               | Agout-Rousseau            |                      |
| Saint-Sernin-lès-Mailhoc (devenue Cagnac-les-Mines)                  | Roc-la-Montagne / Bon-Air | no 34626             |
| Saint-Sernin-lès-Mailhoc (devenue Cagnac-les-Mines)                  | Bon-Air                   | no 34626             |
| Viviers-les-Montagnes                                                | Viviers-la-Montagne       |                      |

#### 83. Var
| Commune       | Nom révolutionnaire | Notice Ehess-Cassini |
| ------------- | ------------------- | -------------------- |
| Saint-Raphaël | Barraston           | no 34386             |
| Saint-Tropez  | Héraclée            |                      |
| Sainte-Maxime | Cassius             |                      |
| Toulon        | Port-la-Montagne    |                      |

#### 84. Vaucluse
| Commune | Nom révolutionnaire | Notice Ehess-Cassini |
| ------- | ------------------- | -------------------- |
| Bédoin  | Bédoin-l'Anéanti    | no 3401              |

#### 92. Hauts-de-Seine
| Commune                                              | Nom révolutionnaire  | Notice Ehess-Cassini |
| ---------------------------------------------------- | -------------------- | -------------------- |
| Bourg-la-Reine                                       | Bourg-l’Égalité      | no 5287              |
| Châtenay-les-Bagneux (devenue Châtenay-Malabry)      | Châtenay-la-Montagne | no 8777              |
| Châtillon                                            | Montagne-l'Union     | no 8813              |
| Clamart                                              | Le Vignoble          | no 9588              |
| Clichy                                               | Clichy-sur-Seine     | no 9727              |
| Issy (devenue Issy-les-Moulineaux)                   | L'Union              | no 17659             |
| Meudon                                               | Rabelais             | no 22356             |
| Plessis-Picquet (Le) (devenue Plessis-Robinson (Le)) | Plessis-Liberté      | no 27131             |
| Saint-Cloud                                          | La Montagne-Chérie   | no 31011             |
| Saint-Cloud                                          | Pont-la-Montagne     | no 31011             |
| Sceaux                                               | Sceaux-l'Unité       | no 35740             |

#### 93. Seine-Saint-Denis
| Commune                                          | Nom révolutionnaire    | Notice Ehess-Cassini |
| ------------------------------------------------ | ---------------------- | -------------------- |
| Clichy ou Clichy-en-Aulnoy                       | Clichy-sous-Bois       | no 9726              |
| Île-Saint-Denis (L')                             | Isle-Franciade         | no 17502             |
| Pré-Saint-Gervais (Le)                           | Les Prés-le-Peletier   | no 27988             |
| Saint-Denis                                      | Franciade              | no 31120             |
| Saint-Ouen                                       | Bain-sur-Seine         | no 33844             |
| Tremblay-le-Vicomte (devenue Tremblay-en-France) | Tremblay-sans-Culottes | no 38102             |

#### 94. Val-de-Marne
| Commune                                         | Nom révolutionnaire    | Notice Ehess-Cassini |
| ----------------------------------------------- | ---------------------- | -------------------- |
| Boissy-Saint-Léger                              | Boissy-la-Montagne     | no 4747              |
| Charenton-le-Pont                               | Le Républicain         | no 8423              |
| Charenton-Saint-Maurice (devenue Saint-Maurice) | Charenton-Républicain  | no 8424              |
| Charenton-Saint-Maurice (devenue Saint-Maurice) | Montgravier            | no 8424              |
| Choisy-le-Roi                                   | Choisy-sur-Seine       | no 9421              |
| Port-à-l'Anglais (village de Vitry-sur-Seine)   | Port-de-Marat          | —                    |
| Queue-en-Brie (La)                              | La Queue-le-Peletier   | no 28431             |
| Saint-Maur-des-Fossés                           | Vivant-sur-Marne       | no 33527             |
| Villeneuve-Saint-Georges                        | Villeneuve-la-Montagne | no 40371             |

#### 95. Val-d'Oise
| Commune                                | Nom révolutionnaire   | Notice Ehess-Cassini |
| -------------------------------------- | --------------------- | -------------------- |
| Franconville                           | Franconville-la-Libre | no 14608             |
| Jouy-le-Comte (réunie à Parmain)       | Le Compte             | no 17959             |
| Jouy-le-Comte (réunie à Parmain)       | Jouy-le-Peuple        | no 17959             |
| Montmorency                            | Émile                 | no 12603             |
| Montmorency                            | Mont-Émile            | no 12603             |
| Roche-Guyon (La)                       | Roche-sur-Seine       | no 29359             |
| Saint-Leu (devenue Saint-Leu-la-Forêt) | Claire-Fontaine       | no 32976             |
| Saint-Ouen-l'Aumône                    | L'Aumône-la-Montagne  | no 33869             |
| Saint-Ouen-l'Aumône                    | Montagne-sur-Oise     | no 33869             |
| Saint-Prix                             | Bellevue-la-Forêt     | no 34323             |
| Vauréal                                | Lieux                 | no 39066             |

### France d'outre-mer(liste non exhaustive)

#### 971. Guadeloupe
| Commune        | Nom révolutionnaire | Notice Ehess-Cassini |
| -------------- | ------------------- | -------------------- |
| Pointe-à-Pitre | Port-de-la-Liberté  |                      |
| Port-Louis     | Port-Libre          |                      |
| Saint-François | Égalité             |                      |
| Sainte-Anne    | Fraternité          |                      |

#### 972. Martinique
| Commune    | Nom révolutionnaire | Notice Ehess-Cassini |
| ---------- | ------------------- | -------------------- |
| Fort-Royal | Fort-de-France      |                      |
| Fort-Royal | Fort-National       |                      |

### Communes ne faisant plus partie du territoire français (liste non exhaustive)
| Pays actuel       | Commune                                                           | Nom révolutionnaire                                     |
| ----------------- | ----------------------------------------------------------------- | ------------------------------------------------------- |
| Allemagne         | Sarrelouis (rattaché au département de la Moselle)                | Sarrelibre                                              |
| Belgique          | Charleroi (rattaché au département de Jemmapes)                   | Char-sur-Sambre, Charles-sur-Sambre et Libre-sur-Sambre |
| Haïti             | Fort-Dauphin                                                      | Fort-Liberté                                            |
| Haïti             | Port-au-Prince                                                    | Port-Républicain                                        |
| Madagascar        | Port-Dauphin (aujourd'hui Tôlanaro)                               | Port-de-la-Loi                                          |
| Maurice           | Port-Bourbon (Grand Port)                                         | Port-de-la-Fraternité                                   |
| Maurice           | Port-Louis                                                        | Port-de-la-Montagne                                     |
| Monaco            | Monaco (rattachée au District de Menton en 1793)                  | Fort-Hercule                                            |
| Sainte-Lucie      | Castries                                                          | Le Carénage                                             |
| Suisse            | Meyrin (rattaché au département de l'Ain, puis à celui du Léman)  | Meyrin-Unie                                             |
| Suisse            | Versoix (rattaché au département de l'Ain, puis à celui du Léman) | Versoix-la-Raison                                       |
| Trinité-et-Tobago | Port-Louis                                                        | Scarborough                                             |